# Sven Lizell
Sven Olof Lizell, född 12 juli 1877 i Bolstad i Älvsborgs län, död 22 maj 1935 i Stockholm, var en svensk musikdirektör, bror till Gustaf Lizell.
Lizell, som var prästson, studerade sång för bland andra Gillis Bratt, piano och orgel för Gustaf Hägg och piano för Richard Andersson, harmonilära, kontrapunkt och komposition för Johan Lindegren, Ernst Ellberg och Aron Bergenson samt violin för Emil Sundqvist. Han anställdes som pianolärare vid Richard Anderssons musikskola 1907, blev sekreterare och kamrer där 1908, och blev verkställande direktör för skolan 1918.
Sven Lizell blev ledare för Typografiska föreningens sångkör 1911, för Orfeuskören 1916, förbundsdirigent i Stockholms körförbund 1921 och förste förbundsdirigent i Stockholms sångarförbund 1925. Han medverkade vid bildandet av Sveriges Körförbund 1925 och blev dess första dirigent. Från 1930 var han kantor i Storkyrkan. Han verkade som privat sång- och pianolärare. Han var gift med operasångerskan Paula Frödin. Lizell avled i Stockholms stadshus när han dirigerade vid en uppvaktning i Blå hallen för den danske kronprinsen Frederik och hans blivande gemål, prinsessan Ingrid av Sverige.
Sven Lizell var gift med Paula Lizell. Han är begravd på Norra begravningsplatsen utanför Stockholm.